# Волович, Остафий Богданович
Оста́фий Богда́нович Воло́вич (пол. Ostafi Wołłowicz; около 1520—1587) — государственный деятель Великого княжества Литовского, гуманист и просветитель, один из составителей Литовского статута, руководителей и меценат реформационного движения на землях Великого княжества Литовского.

## Биография
Уроженец Гродненского воеводства. Происходил из православного рода Воловичей. Получил домашнее образование, затем учился в одном из университетов в Германии и, предположительно, в Падуанском университете.
В 1540-х годах служил секретарём у виленского воеводы Яна Глебовича. В 1552 году женился на Феодоре Сапеге. Занимал высокие должности маршалка литовского, подскарбия земского Великого княжества Литовского (1561—1566), подканцлера литовского (1566-1579), маршалка дворного (1561—1569). Был доверенным Сигизмунда II Августа и выполнял его поручения, в частности, в переговорах с царём Иваном Грозном (1553), в результате которых было подписано перемирие. В награду Волович получил от короля Могилёвское староство. За помощь королеве Боне в проведении аграрной реформы получил Усвятское староство.
В 1558 году вместе с виленским воеводой Николаем Радзивиллом Чёрным безуспешно пытался убедить посла Ивана Грозного в необходимости союза христианских держав Великого княжества Литовского и Русского государства против Крымского ханства и турок. Позднее в начале Ливонской войны Волович и Николай Радзивилл Чёрный через посла Володкевича предлагали установить мирные отношения, скреплённые браком Ивана IV на сестре польского короля и великого князя литовского Сигизмунда II Екатерине. Был одним из тех государственных деятелей ВКЛ, которые обращались к Андрею Курбскому с приглашением переехать в Литву.
Состоял в комиссии, готовящей второй Литовский статут (1566). Был каштеляном трокским (1569). Выступал, вместе с Григорием Ходкевичем, Николаем Радзивиллом Чёрным и другими сторонниками максимального сохранения державной самостоятельности Великого княжества Литовского, решительным противником Люблинской унии (1569).
Был известным сторонником веротерпимости и свободомыслия. Из православия перешёл в протестантство, был сторонником кальвинизма, позднее — арианства. На средства Воловича была создана печатня в Несвиже. Покровительствовал Симону Будному; благодаря заботам Воловича были изданы «Катехизис» (1562) и другие его сочинения. Стараниями Воловича и на его средства был сделан перевод сочинения швейцарского теолога-кальвиниста Генриха Буллингера «О истинном принятии тела и крови Иисуса Христа».
Во время элекционной войны 1575 года был сторонником эрцгерцога Эрнеста Габсбурга, сына императора Максимилиана II, однако затем примирился со Стефаном Баторием. Принимал участие в походе на Полоцк и других военных предприятиях нового короля.
С 1579 года канцлер Великого княжества Литовского (1579—1587), каштелян виленский. Во время третьей элекционной войны (1587) выступал против выбора Сигизмунд III Вазы без участия Великого княжества Литовского, однако вскоре склонился на его сторону.
Жена — Феодора, дочь Павла Ивановича Сапеги и Елены Юрьевны Гольшанской, вдова дворянина господарского Адама Чижа. Единственная дочь Раина (Регина) в 1570 г. выдана замуж за краковского каштеляна Северина Бонера (внучатого племянника Яна Бонера, владевшего соляной шахтой в Величке).